# Maidford
Maidford es un pueblo y una parroquia civil del distrito de South Northamptonshire, en el condado de Northamptonshire (Inglaterra).

## Demografía
Según el censo de 2001, Maidford tenía 179 habitantes (85 varones y 94 mujeres). 27 de ellos (15,08%) eran menores de 16 años, 140 (78,21%) tenían entre 16 y 74, y 12 (6,71%) eran mayores de 74. La media de edad era de 42,66 años. De los 152 habitantes de 16 o más años, 27 (17,76%) estaban solteros, 98 (64,48%) casados, y 27 (17,76%) divorciados o viudos. 98 habitantes eran económicamente activos, 95 de ellos (96,94%) empleados y otros 3 (3,06%) desempleados. Había 78 hogares con residentes y ninguno sin ocupar.
| 228                         | 234 | 319 | 373 | 339 | 312 | - | - | 270 | 246 | 176 | 223 | 194 | 190 | - | 170 | 147 |
| (Fuente: Vision of Britain) |     |     |     |     |     |   |   |     |     |     |     |     |     |   |     |     |